# Lucia dilama
Lucia dilama är en fjärilsart som beskrevs av Moore 1878. Lucia dilama ingår i släktet Lucia och familjen juvelvingar. Inga underarter finns listade i Catalogue of Life.